# Seminarleiter (Studienseminar)
Der Seminarleiter eines Studienseminars ist zuständig für die Ausbildung von Lehramtsanwärtern (Studienreferendaren) in der 2. Phase der Lehrerausbildung in Deutschland. Er ist der Vorgesetzte der Fachleiter. Die Seminarleitungen eines Standortes sind nach Schulformen getrennt.
Der Seminarleiter führt die Geschäfte des Studienseminars nach den Weisungen des zuständigen Ministeriums und den Beschlüssen der Seminarkonferenz. Er ist verantwortlich für die kontinuierliche Seminarentwicklung. Bei der notwendigen Zusammenarbeit mit den Ausbildungsschulen hat er die gemeinsamen Aufgaben zu koordinieren und die Ausbildungsveranstaltungen zeitlich abzustimmen. Er arbeitet bei der Auswahl von Lehrkräften mit Ausbildungs- und Praktikumsaufgaben (Mentoren) zusammen. Zu seinen Aufgaben gehört die Vereidigung bei Dienstantritt. In der Regel übernimmt er ein pädagogisches Hauptseminar. Er  führt selbst Unterrichtsbesuche durch und berät die Auszubildenden. Am Ausbildungsende ist er an den 2. Staatsprüfungen beteiligt.
In der Regel ist der Leiter eines Studienseminars für Gymnasien oder Berufliche Schulen Oberstudiendirektor; Seminarleiter für die anderen Schulformen werden wie stellvertretende Schulleiter besoldet. Ihre Stellung ist ein wichtiges Element der Professionalisierung von Lehrerbildung.
In Bayern ist Seminarleiter von Seminarvorstand zu unterscheiden. Der Seminarvorstand leitet sowohl das gesamte Studienseminar als auch die Seminarschule, womit er noch wesentlich mehr und andere Aufgaben hat. Der Seminarleiter ist eine Seminarlehrkraft, die die Referendare einer Fächerkombination leitet, etwa der Seminarlehrer Mathematik, welcher die Studienreferendare der Fächer Mathematik/Physik führt (vgl. ASG).

## Einzelbelege
1. ↑  Jana Krüger: Perspektiven Pädagogischer Professionalisierung: Lehrerbildner/-innen im Vorbereitungsdienst für das Lehramt an beruflichen Schulen. Springer-Verlag, 2014, ISBN 978-3-658-05428-1 (google.de [abgerufen am 26. Juli 2020]).